# Dr. Phlox
El Dr. Phlox és un personatge de la sèrie de ciència-ficció Star Trek: Enterprise interpretat per John Billingsley. Phlox és un alienígena denobulà que fa de metge a la nau Enterprise (NX-01).
El Dr. Phlox és una persona agradable que sempre mira el costat bo de les coses i vol ser amic de tothom. És molt curiós i sempre vol aprendre; aquesta curiositat, juntament amb la gran capacitat d'aprenentatge que té, ha comportat que sigui doctorat en moltes de les branques de la medicina (6 títols d'interespècies veterinàries, Odontologia, Hematologia, Botànica, Psicologia…) i de moltes espècies. Com tots els denobulans, el doctor Phlox gairebé no dorm (exceptuant la setmana d'hivernació) per la qual cosa està treballant gran part del dia. Té una gran quantitat d'animals a la infermeria, que fa servir per a guarir la tripulació.